# Oberberghorn
Oberberghorn är en bergstopp på gränsen mellan kommunerna Gündlischwand och Bönigen i kantonen Bern i Schweiz. Den är belägen i Bernalperna, cirka 50 kilometer sydost om huvudstaden Bern. Toppen på Oberberghorn är 2 069 meter över havet.